# Olga Birioukova
Pour les articles homonymes, voir Birioukova.
Olga Nikolaïevna Birioukova (en russe : Ольга Николаевна Бирюкова) est une joueuse de volley-ball russe née le 19 septembre 1994 à Moscou. Elle mesure 1,93 m et joue au poste d’attaquante. 

## Clubs
| Club                | De        | À         |
| ------------------- | --------- | --------- |
| Dinamo Kazan-2      | 2011-2012 | 2012-2013 |
| Dinamo Kazan        | 2013-2014 | 2013-2014 |
| VK Voronej          | nov 2014  | mars 2015 |
| Dinamo Kazan        | mars 2015 | nov 2015  |
| VK Altaï            | 2015-2016 | 2015-2016 |
| Dinamo Kazan        | 2016-2017 | 2016-2017 |
| Beşiktaş İstanbul   | 2017-2018 | 2017-2018 |
| Zaretchie Odintsovo | 2018-2019 | 2018-2019 |
| Dinamo Kazan        | 2019-2020 | …         |

## Palmarès

### Équipe nationale
- Grand Prix mondial
  - Finaliste : 2015.

### Clubs
- Championnat du monde des clubs
  - Vainqueur : 2014.
- Coupe de la CEV
  - Vainqueur : 2017.
- Championnat de Russie
  - Vainqueur : 2014, 2015, 2020.
  - Finaliste : 2017.
- Coupe de Russie
  - Vainqueur : 2016, 2019.
  - Finaliste : 2015.
- Supercoupe de Russie
  - Vainqueur : 2020.
- Championnat du Kazakhstan
  - Vainqueur : 2016.